# Burg Buchbühl
Die Burg Buchbühl ist eine abgegangene Höhenburg auf der Waldkuppe „Burgbühl“ rund drei Kilometer westlich des Ortsteils Winterstettenstadt der Gemeinde Ingoldingen im Landkreis Biberach in Baden-Württemberg.
Von der nicht genau lokalisierbaren Burganlage ist nichts erhalten.